# Mitsubishi Multi 16
Mitsubishi Multi 16 (Multi 16) је професионални рачунар, производ фирме Mitsubishi који је почео да се израђује у Јапану током 1981. године.
Користио је Intel 8088 као централни микропроцесор а РАМ меморија рачунара Multi 16 је имала капацитет од 128 KB (MP-1601S) или 256 KB (MP-1625), до 576 KB. 
Као оперативни систем кориштен је CP/M 86, Concurrent CP/M 86.

## Детаљни подаци
Детаљнији подаци о рачунару Multi 16 су дати у табели испод.
|                       |                                                                                            |
| [ 1 ]                 |                                                                                            |
| Произвођач            |                                                                                            |
| Тип                   | професионални рачунар                                                                      |
| Меморија              | 128 (MP-1601S) или 256 (MP-1625) до 576 KB                                                 |
| Поријекло             | Јапан                                                                                      |
| Година                | 1981                                                                                       |
| Тастатура             | пуни помак тастера, 95 тастера са 10 функцијских тастера и нумеричка тастатура             |
| Процесор              | 8088                                                                                       |
| Фреквенција процесора | 4,5 .                                                                                      |
| RAM                   | 128 (MP-1601S) или 256 (MP-1625) до 576 KB                                                 |
| ROM                   | 4 KB                                                                                       |
| Текст                 | 80 x 25 или 80 x 20 за АСКИ (ASCII) знакове. 40 x 25 или 40 x 20 за кинеске знакове        |
| Графика               | 640 x 400 тачака                                                                           |
| Боја                  | 2 у монохроматским верзијама (MP-1601S,1602S,1622), 8 у колор верзијама (MP-1605S,MP-1625) |
| Звук                  | нема звука                                                                                 |
| Димензије             | 49 (ширина) x 61,6 (дубина) x 62 (висина) . / 26                                           |
| Портови               |                                                                                            |
| Оперативни систем     |                                                                                            |